# Strombiformis bifasciatus
Strombiformis bifasciatus är en snäckart som beskrevs av D'Orbigny 1842. Strombiformis bifasciatus ingår i släktet Strombiformis och familjen Eulimidae. Inga underarter finns listade i Catalogue of Life.